# Сидоренко, Лев Алексеевич
Лев Алексе́евич Сидоре́нко (1902, Саратовская губерния — ?) — деятель советской юстиции. Прокурор Курской области. Входил в состав особой тройки НКВД СССР, внесудебного и, следовательно, не правосудного органа уголовного преследования.

## Биография
Лев Алексеевич Сидоренко родился в 1902 году в крестьянской семье в Саратовской губернии. В 1915 году окончил Самойловское начальное училище. С 1919 года по 1921 год служил в РККА. В период Гражданской войны участвовал в боях и был дважды ранен. В 1921—1926 годах работал в ВЧК и, позднее, в Рабоче-Крестьянской Милиции. Дальнейшая жизнь была связана с работой в органах советской прокуратуры.
- 1926—1935 годы — следователь, старший следователь, заместитель Ставропольского окружного прокурора, прокурор ряда районов Азово-Черноморского края. Вступил в ВКП(б) в 1931 году.
- 1935—1936 годы — старший помощник прокурора Западно-Сибирского края.
- 1936—1937 годы — слушатель Высших академических курсов при Правовой Академии ЦИК СССР.
- 1938 год — избирался депутатом Верховного Совета РСФСР I созыва/
- 1937—1939 годы — прокурор Курской области. Этот период отмечен вхождением в состав особой тройки, созданной по приказу НКВД СССР от 30.07.1937 № 00447[2] и активным участием в сталинских репрессиях[3].

## Завершающий этап
Арестован в апреле 1939 года, находился в заключении в лагере НКВД в Магадане. Освобождён в апреле 1947 года. Далее работал в народном хозяйстве. Реабилитирован, был восстановлен в партии. Вышел на пенсию в декабре 1961 года.